# لوئیس زوبلیدیا
لوئیس زوبلیدیا (انگلیسی: Luis Zubeldía؛ زادهٔ ۱۳ ژانویهٔ ۱۹۸۱) بازیکن فوتبال اهل آرژانتین است.
از باشگاه‌هایی که در آن بازی کرده‌است می‌توان به باشگاه فوتبال لانوس اشاره کرد.
وی همچنین در تیم‌های ملی فوتبال Argentina national under-17 football team و زیر ۲۰ سال آرژانتین بازی کرده‌است.